# Nadie nace en un cuerpo equivocado
Nadie nace en un cuerpo equivocado: Éxito y miseria de la identidad de género (lit. ‘Ningú neix en un cos equivocat: Triomf i misèria de la identitat de gènere’) és un assaig dels psicòlegs José Errasti i Marino Pérez Álvarez, tots dos professors de la Universitat d'Oviedo, amb el pròleg de la filòsofa feminista Amelia Valcárcel. Va ser publicat per Ediciones Deusto de l'Editorial Planeta el 2 de febrer de 2022.

## Temàtica
En el llibre, els autors s'oposen de bell antuvi a la teoria queer i incideixen sobretot en la qüestió de la identitat de gènere pel que fa al col·lectiu trans. Afirmen que es tracta d'una anàlisi rigorosa que «convida a pensar i a desafiar el llenguatge triomfant de la teoria queer» perquè «el nou transactivisme està destruint els èxits aconseguits, que recau en concepcions retrògrades i genera problemes on no n'hi havia.»

## Recepció
L'obra ha estat subjecta a crítiques per part del transactivisme als Països Catalans, les quals han desembocat en el boicot a dues presentacions del llibre.
La primera presentació frustrada havia de ser el 7 d'abril del 2022 a la Facultat de Psicologia de la Universitat de les Illes Balears, a Mallorca. Així doncs, les protestes van forçar la suspensió de l'acte, que les organitzacions LGBTI Ben Amics i La Llave del Armario van denunciar com a transfòbic. En canvi, en relació amb aquests fets, el Lobby de Dones va defensar públicament la lliure expressió i va manifestar la preocupació que els generaven.
Més endavant, el 16 de maig del 2022, la vigília del Dia Internacional contra la LGTBIfòbia, n'hi havia programada una altra a la Casa del Llibre de Passeig de Gràcia, a Barcelona. De resultes, els col·lectius Crida LGBTI i Sororitrans, que també el consideraven transfòbic, van concertar una protesta pacífica davant de la llibreria alhora. Pocs minuts després d'iniciar-se, l'acte va haver de suspendre's també. A fora, un grup d'antiavalots dels Mossos d'Esquadra van pretendre de dispersar els manifestants mitjançant càrregues policials després que alguns miressin d'entrar a la llibreria i que presumptament amenacessin de cremar l'establiment. Es van recomptar almenys dues identificacions i quatre ferits com a resultat de l'operació.
A conseqüència, el març del 2023, les organitzacions Crida LGBTI, Alerta Solidària i Arran van denunciar públicament que s’havia obert una investigació contra militants de l'Esquerra Independentista per aquesta protesta, en la qual va haver-hi violència policial, amb la Generalitat de Catalunya d'acusació particular. Els grups LGBT interpel·lats van veure-ho com un nou cas de persecució política perquè els Mossos d’Esquadra havien identificat il·legalment les persones manifestants.